# عبداللطیف میرزا
عبداللطیف میرزا، (۷۹۹ تا ۱۹ اردیبهشت ۸۲۹ خورشیدی) نتیجۀ‌ امپراتور آسیای مرکزی، تیمور لنگ بود. او سومین پسر الغ بیگ، فرمانروای فرارود بود.

## سال‌های ابتدایی
در ابتدا او زیر دست پدرش، حاکم بلخ بود. در پائیز سال ۸۲۸ خورشیدی او به پدرش حمله کرد و او را در دمشق (روستایی در نزدیکی سمرقند) شکست داد و فرمانروا شد. امروزه به او لقب پدرکش داده‌اند، چرا که پدرش را کشت. چند وقت بعد از کشتن پدرش، او برادرش عبدالعزیز را نیز کشت.

## مرگ
در تاریخ ۱۹ اردیبهشت سال ۸۲۹ خورشیدی، یک فرد نامشخص او را قبل از اینکه حاکم فرارود بشود، کشت. مدت حاکمیت وی ۶ ماه بود. پس از او پسرعمویش عبدالله میرزا به حکومت رسید.

## زندگی شخصی

### همسر
- شاه سلطان آغا، دختر محمود مشرف، پسر حمید، یک امیر مغول.

### فرزندان

#### پسران
- عبدالرزاق میرزا
- احمد میرزا
- محمود میرزا
- جوکی میرزا
- محمدباقر میرزا

#### دختران
- قتک سلطان بیگم